# Automeris obsoleta
Automeris obsoleta är en fjärilsart som beskrevs av Friedrich Wilhelm Niepelt 1927. Automeris obsoleta ingår i släktet Automeris och familjen påfågelsspinnare. Inga underarter finns listade i Catalogue of Life.